# Pelagodiscus atlanticus
Pelagodiscus atlanticus är en armfotingsart som först beskrevs av King 1868.  Pelagodiscus atlanticus ingår i släktet Pelagodiscus och familjen Discinidae. Inga underarter finns listade i Catalogue of Life.